# Deutsche Feldhandball-Meisterschaft 1924/25
Die Deutsche Feldhandball-Meisterschaft 1924/25 war die fünfte deutsche Feldhandball-Meisterschaft der Männer. Erneut gab es mit den Meisterschaften der Deutschen Sportbehörde für Leichtathletik (DSB), der Deutschen Turnerschaft (DT) und des Arbeiter-Turn- und Sportbunder (ATSB) verschiedene Sportverbände, die einen Deutschen Feldhandballmeister ermittelten.
Die Meisterschaft der DSB sicherte sich erneut zum nun vierten Mal der Polizei SV Berlin nach einem 6:4-Erfolg im Finale über den SV Polizei Hamburg. Bei der Feldhandballmeisterschaft der Deutschen Turnerschaft war die Turngesellschaft Stuttgart erstmals erfolgreich. Die Meisterschaft des ATSB sicherte sich der TSV Leipzig-Gohlis. Ein gesamtdeutsches Endspiel zwischen den Siegern der einzelnen Verbände gab es noch nicht.

## Meisterschaft der DSB

### Modus DSB
Erneut wurden die Teilnehmer in den sieben von den Regionalverbänden ausgespielten Regionalmeisterschaften ermittelt. Die regionalen Meister waren für die Endrunde um die Deutsche Feldhandballmeisterschaft qualifiziert, welche im K.-o.-System ausgetragen wurden.
Folgende Vereine qualifizierten sich für die diesjährige Feldhandballmeisterschaft des DSL:
| Verein                            | Qualifiziert als                 |
| --------------------------------- | -------------------------------- |
| Polizei SV Stettin                | Baltischer Meister (BRWV)        |
| SV Polizei Hamburg                | Norddeutscher Meister (NSV)      |
| Essener SC Preußen 02             | Westdeutscher Meister (WSV)      |
| Polizei SV Berlin                 | Brandenburgischer Meister (VBAV) |
| Polizei SV Halle                  | Mitteldeutscher Meister (VMBV)   |
| Vereinigte Breslauer Sportfreunde | Südostdeutscher Meister (SOLV)   |
| SV Darmstadt 98                   | Süddeutscher Meister (SVL)       |

### DSB-Vorrunde
| Datum                                                |                    | Ergebnis | !Ort                                |
| ---------------------------------------------------- | ------------------ | -------- | ----------------------------------- |
| 17. Mai 1925                                         | Polizei SV Stettin | 03:15    | Polizei SV Berlin \|\|Stettin       |
| 17. Mai 1925                                         | Polizei SV Halle   | 2:4 a    | SV Polizei Hamburg \|\|Halle        |
| 7. Juni 1925                                         | SV Polizei Hamburg | 05:00    | Polizei SV Halle \|\|Hamburg        |
| 17. Mai 1925                                         | SV Darmstadt 98    | 06:10    | Essener SC Preußen 02 \|\|Darmstadt |
| Vereinigte Breslauer Sportfreunde hatte ein Freilos. |                    |          |                                     |

### DSB-Halbfinale
| Datum         |                   | Ergebnis | !Ort                                         |
| ------------- | ----------------- | -------- | -------------------------------------------- |
| 14. Juni 1925 | Polizei SV Berlin | 06:10    | Vereinigte Breslauer Sportfreunde \|\|Berlin |
| 21. Juni 1925 | SV Darmstadt 98   | 3:2+ b   | SV Polizei Hamburg \|\|Kassel                |

### DSB-Finale
| Polizei SV Berlin                                                                                    | Polizei SV Berlin | SV Polizei Hamburg | SV Polizei Hamburg |
| | 26. Juli 1925 in Berlin (Kickers-Sportplatz Monumentenstraße) Ergebnis: 6:4 (3:3) Zuschauer: 2.500 Schiedsrichter: Grobe (Leipzig) |                    |                    |
| Pietsch – Bergemann, Haase, Adebar, Axmann, Bittcher, Samorski, Costisella, Kerber, Wolff, Borkowski | Voß – Damerius, Böttger, Grimm, Schmahl, Grudnik, Soyka, Wiebers, Witt, Neumann, Carlson                                           |                    |                    |
| 1:1 Wolff 2:1 Costisella 3:1 Borkowski 4:3 Wolff 5:3 Wolff 6:4 Costisella                            | 0:1 Witt 3:2 Neumann 3:3 Wiebers 5:4 Witt                                                                                          |                    |                    |

## Meisterschaft der Deutschen Turnerschaft

### Modus DT
Die Qualifikation zu Deutschen Feldhandballmeisterschaft der Deutschen Turnerschaft erfolgte über regionale Kreisgruppen. Folgende Vereine qualifizierten sich für die diesjährige Feldhandballmeisterschaft der DT:
| Verein                     | Qualifiziert als |
| -------------------------- | --- |
| Polizei VfL Sensburg       | Sieger DT-Kreis I (Ostpreußen und Danzig)                                                                                    |
| TV Vorwärts Breslau        | Sieger Kreisgruppenfinale DT-Kreis II (Schlesien) und DT-Kreis XIV (Freistaat Sachsen)                                       |
| TS Flensburg 1865          | Sieger Kreisgruppenfinale DT-Kreis IIIa (Pommern), DT-Kreis IIIb (Brandenburg) und DT-Kreis IV (Norden)                      |
| MTV Saalfeld               | Sieger Kreisgruppenfinale DT-Kreis IIIc (Provinz Sachsen und Anhalt), DT-Kreis VII (Oberweser) und DT-Kreis XIII (Thüringen) |
| TK Hannover                | Sieger Kreisgruppenfinale DT-Kreis V (Unterweser-Ems) und DT-Kreis VI (Hannover-Braunschweig)                                |
| TV Seckbach 1875           | Sieger Kreisgruppenfinale DT-Kreis VIIIa (Westfalen), DT-Kreis VIIIb (Rheinland) und DT-Kreis IX (Mittelrhein)               |
| Turngesellschaft Stuttgart | Sieger Kreisgruppenfinale DT-Kreis X (Baden), DT-Kreis XI (Schwaben) und DT-Kreis XII (Bayern und Pfalz)                     |

### DT-Vorrunde
| Datum                                  |                            | Ergebnis | !Ort                                |
| -------------------------------------- | -------------------------- | -------- | ----------------------------------- |
| 17. Mai 1925                           | Turngesellschaft Stuttgart | 04:20    | MTV Saalfeld \|\|Nürnberg           |
| 17. Mai 1925                           | TS Flensburg 1865          | 03:00    | Polizei VfL Sensburg \|\|Königsberg |
| 24. Mai 1925                           | TK Hannover                | 05:10    | TV Seckbach 1875 \|\|Krefeld        |
| TV Vorwärts Breslau hatte ein Freilos. |                            |          |                                     |

### DT-Halbfinale
| Datum        |                            | Ergebnis | !Ort                          |
| ------------ | -------------------------- | -------- | ----------------------------- |
| 1. Juni 1925 | Turngesellschaft Stuttgart | 06:20    | TK Hannover \|\|Berlin        |
| 1. Juni 1925 | TV Vorwärts Breslau        | 04:30    | TS Flensburg 1865 \|\|Breslau |

### DT-Finale
| Datum         |                            | Ergebnis | !Ort                            |
| ------------- | -------------------------- | -------- | ------------------------------- |
| 14. Juni 1925 | Turngesellschaft Stuttgart | 04:10    | TV Vorwärts Breslau \|\|Breslau |

## Meisterschaft des ATSB
Der Feldhandballmeister des ATSB wurde in diesem Jahr während der Arbeiterolympiade in Frankfurt am Main ermittelt. Aktuell ist nur das Finalspiel überliefert:
| Datum         |                    | Ergebnis | !Ort                               |
| ------------- | ------------------ | -------- | ---------------------------------- |
| 28. Juli 1925 | TSV Leipzig-Gohlis | 05:10    | FT Kiel-West \|\|Frankfurt am Main |